# The Honeymoon Song
The Honeymoon Song è uno strumentale apparso nel film Luna di miele (1959), conosciuto nei paesi di lingua anglofona come Honeymoon. È stato composto da Mikīs Theodōrakīs (Zorba il greco); il pezzo venne popolarizzato dal gruppo italiano Marino Marini e il suo quartetto, in una versione con un testo in lingua inglese, scritto da William Sansom.

## Il brano

### Ispirazione
È leggermente basato sul balletto El amor brujo di Gregorio Martínez Sierra.

### I Beatles e correlati
Paul McCartney, bassista dei Beatles, era un grande appassionato delle colonne sonore delle pellicole kitsch: infatti, nella band interpretava anche A Taste of Honey e Till There Was You. Inizialmente, egli apprezzò The Honeymoon Song, ma, in seguito, si ricredette, come ha affermato sul libro The Complete Beatles Recording Sessions di Mark Lewisohn. Il 16 luglio 1963, i Fab Four incisero il pezzo ai BBC Paris Studios (Londra) per l'ottava edizione del programma della BBC Pop Go the Beatles, trasmesso il 6 del mese seguente. Questa versione è stata inclusa sull'album Live at the BBC (1994).
Nel 1969, Macca produsse il debut album di Mary Hopkin, Postcard, quinto 33 giri pubblicato dall'etichetta Apple Records, di proprietà degli stessi Beatles. La canzone è inclusa sull'LP, ed esiste anche una pubblicazione su 45 giri, ma non ci furono piazzamenti in classifica.

#### Formazione
- Paul McCartney: voce, basso elettrico
- John Lennon: chitarra ritmica
- George Harrison: chitarra solista
- Ringo Starr: batteria[2]